# Fekete Alajos
Fekete Alajos (Eger, 1915. október 31. – Miskolc, 2005) magyar színész.

## Életpályája
Cser József daltársulatával lépett először színpadra. Pályakezdéséről így nyilatkozott: 

„Még 1934-ben történt, hogy a vakációt Bélapátfalván töltöttem. Ott az egyik szintársulat állomásozott. Addig beszéltem a direktornak, amíg rámosztotta a „Kék lámpás” című operett táncos komikus szerepét. Sikerem volt, azonnal szerződtetett. Hazamentem, hogy édesapámnak elújságoljam a jó hírt. Nagy pofon volt rá a válasz!...Majd Cser József színtársulatával Diósgyőrbe kerültem...”

 1941-ben színészvizsgát tett Budapesten. Diplomás művészként a Miskolci Nemzeti Színházhoz szerződött. 1957-től az egri Gárdonyi Géza Színház tagja volt. 1966-tól tíz évig ismét a Miskolcon játszott. 1977-ig, nyugdíjba vonulásáig a Szegedi Nemzeti Színház művésze volt. Színészi munkája mellett, rendezőként, operetteket állított színpadra.

## Fontosabb színházi szerepei
- Kálmán Imre: Csárdáskirálynő... Bóni gróf
- Kálmán Imre: Montmartre-i ibolya... Színigazgató
- Lehár Ferenc: Luxemburg grófja... Lord Winchester
- Kacsóh Pongrác: János vitéz... Francia király; Strázsamester
- Jacobi Viktor: Leányvásár... Harrison
- Zerkovitz Béla: Csókos asszony... Kubanek
- Leo Fall: Pompadour... Maurepas
- Ábrahám Pál: Hawaii rózsája... Harrison
- Jacques Deval: A potyautas... Ogden
- Stendhal: Vörös és fekete... Valenod
- William Shakespeare: Szentivánéji álom... Gyalu, asztalos; Dudás, fúvó-foldozó
- Carlo Goldoni: Két úr szolgája... Brighella
- Alekszandr Nyikolajevics Osztrovszkij: Farkasok és bárányok... Pavlin Szávelics
- George Bernard Shaw: Szent Johanna... Robert de Baudricourt
- Horváth Jenő: Péntek Rézi... Orlando
- Gárdonyi Géza: A lámpás... Iskolamester
- Móricz Zsigmond: Légy jó mindhalálig... Török bácsi
- Móricz Zsigmond: Nem élhetek muzsikaszó nélkül... Lajos bácsi
- Szigligeti Ede: Liliomfi... Kányai
- Tabi László - Szigligeti Ede: Párizsi vendég... Koltay alispán
- Zelk Zoltán: Az ezernevű lány... Százéves ember
- Csizmarek Mátyás: Érdekházasság... Venczel
- Sásdi Sándor: Cseresznyevirág... Rab Imre
- Molnár Ferenc: Doktor úr... Gál, földrajztanár
- Hajdu Júlia - Kaszó Elek - Tóth Miklós: Füredi komédiások... Komlóssy Ferenc, a 'Dunántúli Színjátszó Társaság' igazgatója
- Dunai Ferenc: A nadrág... Koltai
- Schönthan testvérek - Szenes Iván: A szabin nők elrablása... Raposa Bogdán

## Rendezéseiből
- Huszka Jenő - Martos Ferenc: Lili bárónő (Miskolci Nemzeti Színház)

## Filmek, tv
- Forró vizet a kopaszra! (1972)
- Rab ember fiai (1979)
- Áramütés (1979)